# Héctor Tejero Franco
Héctor Tejero Franco (Madrid, 1981) és un bioinformàtic, activista contra el canvi climàtic i polític espanyol.
Nascut el 1981 a Madrid, Tejero, veí de Vallecas i doctor en Bioquímica i Biologia Molecular, ha treballat com bioinformàtic al Centre Nacional d'Investigacions Oncològiques (CNIO). Conegut dins de l'esquerra madrilenya pel seu activisme contra el canvi climàtic, va ser inclòs com a candidat al número 5 de la llista de Més Madrid per a les eleccions a l'Assemblea de Madrid de maig de 2019 encapçalada per Íñigo Errejón. Va ser escollit diputat al parlament regional.

## Obres
Coautor
- Tejero, Héctor; Santiago, Emilio. ¿Qué hacer en caso de incendio?.  Capitán Swing, 2019.[7]